# جيريمي ليندسي تايلور
جيريمي ليندسي تايلور (بالإنجليزية: Jeremy Lindsay Taylor)‏ هو ممثل أسترالي، ولد في 19 سبتمبر 1973 بسيدني في أستراليا.

## وصلات خارجية
- جيريمي ليندسي تايلور على موقع IMDb (الإنجليزية)
- جيريمي ليندسي تايلور على موقع قاعدة بيانات الفيلم (الإنجليزية)